# دزداكوية (مقاطعة فيروزآباد)
دزداكوية (بالإنجليزية: Mazraeh-ye Dozdakuiyeh)‏ هي human-geographic territorial entity تقع في فارس في إيران.